# Estación de Cuencabuena
Cuencabuena es un apeadero ferroviario de parada facultativa situado en la localidad de Cuencabuena del municipio español de Calamocha en la provincia de Teruel, comunidad autónoma de Aragón. Cuenta con servicios regionales operados por Renfe. 

## Situación ferroviaria
Está situada en el pk 22,2 de la línea 610 de la red ferroviaria española que une Zaragoza con Sagunto por Teruel, entre las estaciones de Ferreruela y de Lechago. El kilometraje se corresponde con el histórico trazado entre Zaragoza y Caminreal tomando esta última como punto de partida. El tramo es de vía única y está sin electrificar, a 1002 metros de altitud. Siguiendo las fuertes pendientes de la zona, requirió dicho tramo de un trazado sinuoso cuyos terraplenes se han degradado con el paso del tiempo. Cuenta, además, con el túnel más largo de la línea (818 m) y de un puente para cruzar el río Jiloca.

## Historia
La estación fue puesta en servicio el 2 de abril de 1933 con la apertura de la línea Caminreal-Zaragoza. Las obras corrieron a cargo de la Compañía del Ferrocarril Central de Aragón que con esta construcción dotaba de un ramal a su línea principal entre Calatayud y el Mediterráneo que vía Zaragoza podía enlazar con el ferrocarril a Canfranc de forma directa. En 1941, con la nacionalización de la totalidad de la red ferroviaria española la estación pasó a ser gestionada por RENFE.
Desde el 31 de diciembre de 2004 Renfe Operadora explota la línea mientras que Adif es la titular de las instalaciones ferroviarias.
Con la demolición de la estación y renovación del tendido ferroviario, pasó de estación con servicio de aguadas (ya sin uso) a simple apeadero.

## La estación
En agosto de 2007 la estación original fue demolida y se construyó en su lugar un pequeño refugio en un intento de Adif de modernizar la estación, acción criticada por la población, que consideraba la estación como propia. Pese a ello, el tramo de Cuencabuena fue, junto al paso por Encinacorba, uno de los dos itinerarios que no fueron renovados como parte del Plan Teruel. Debido las complejidades locales del trazado se necesitaba una intervención integral que se pospuso para estudiar una variante del trazado original. En 2017 se licitó el estudio para abordar la estabilización del trazado ferroviario y la eliminación de las restricciones de velocidad derivadas. 
Los accesos son difíciles, pues hay que circular por un camino sin acondicionamiento de 600 metros, al menos. Al final del trayecto se encuentra el aparcamiento.

## Servicios ferroviarios

### Media Distancia
En esta estación efectúan parada facultativa los trenes regionales que unen Zaragoza con Teruel.
Este servicio se presta con trenes de la Serie 596 de Renfe. El servicio se reduce a un tren diario en cada sentido.
| Línea MD | Trenes   | Origen/Destino      |  | Destino/Origen |
| -------- | -------- | ------------------- |  | -------------- |
| 49       | Regional | Zaragoza-Miraflores |  | Teruel         |